# Loutkové divadlo Louny
Loutkové divadlo v Lounech je stálé (kamenné) loutkové divadlo a kulturní památka. Jedná se o nejstarší stálé loutkové divadlo v České republice a pravděpodobně i v Evropě.

## Historie
Roku 1903 se několik nadšenců v čele s Janem Treglerem rozhodlo sehrát na sokolských slavnostech loutkové představení Posvícení v Hudlicích. Hra měla velký ohlas a musela se ještě opakovat. Skupina poté občasně vystupovala jako loutkářský odbor Sokola v malém sále lounské sokolovny. V roce 1909 byl založen samostatný Spolek loutkářů v Lounech se zásadní myšlenkou postavit vlastní stálé loutkové divadlo. Stavba byla realizována za přispění sponzorů a členů spolku po první světové válce v roce 1920. 
Lounská organizace Československé sociálně demokratické strany dělnické zde odsouhlasila Dvacet jedna podmínek podmiňujících vstup do Komunistické Internacionály; tím byl na místní úrovni završen rozkol strany. Událost připomíná pamětní deska, umístěná v padesátých letech 20. století:
„V této budově dne 8. dubna 1921 se konala plenární schůze levice místní organisace sociální demokracie. Členové strany zde slavnostně přijali 21 podmínek III. Internacionály.“
Jedná se o nejstarší stálé loutkové divadlo v republice, pravděpodobně i v Evropě. Hrály se hry pro děti i dospělé. Za okupace během druhé světové války bylo sehráno množství her pro dospělé se snahou povzbudit diváky. Po válce dochází ke generační výměně a tvorbě nových loutek a vlastních her. Divadlo se stává malým a tak je v roce 1951–1952 vybudována přístavba, kde se nachází sociální zařízení, klubovna a kulisárna. V padesátých letech se hrály hry v budovatelském duchu, spolek loutkářů v Lounech jako takový byl zrušen.

## Současnost
V roce 1991 byl opětovně založen Spolek loutkářů v Lounech, s registrací u MV ČR jakožto nezisková organizace (občanské sdružení), který funguje dodnes. V roce 1998–1999 proběhla rekonstrukce Loutkového divadla financovaná Městem Louny. V roce 2004 proběhla rekonstrukce jeviště díky příspěvku Nadace Duhová energie.